# Antirhea bifida
Antirhea bifida är en måreväxtart som först beskrevs av Jean-Baptiste de Lamarck, och fick sitt nu gällande namn av Ivan Murray Johnston. Antirhea bifida ingår i släktet Antirhea och familjen måreväxter. Inga underarter finns listade i Catalogue of Life.